# 文京区幼女殺人事件
文京区幼女殺人事件（ぶんきょうくようじょさつじんじけん）は、1999年（平成11年）11月22日、東京都文京区音羽で2歳の幼女が殺害され遺棄された殺人・死体遺棄事件である。
被疑者の逮捕直後、「お受験」と呼ばれる幼稚園・小学校への入学試験にまつわる受験戦争が犯行動機とされ、「お受験」が大きくクローズアップされたことから「お受験殺人事件」または「音羽お受験殺人事件」とも呼ばれる。単に発生地名から付けただけの「音羽事件」といった呼称が用いられる場合もある。

## 事件の概要
1999年（平成11年）11月22日、文京区音羽にある音羽幼稚園において同園に通園している長男B-1を迎えに、B-1の母BはB-1の妹B-2を伴って同園を訪れた。母Bが他の園児の母たちと談話中にB-2（当時2歳）が行方不明になり、母親たちと幼稚園の職員がB-2を捜したが発見できず警察に通報した。警察は2歳のB-2が一人で遠方へ移動することは困難と考え、何者かがB-2を略取・誘拐、監禁している可能性があると判断し、公開捜査を開始した。
11月25日、同園に長男A-1が通園しているA-1の母A（35歳）は夫に付き添われて警察に自首し、B-2の殺害と死体遺棄を供述した。Aは、被害者の遺体を静岡県の志太郡大井川町（現・焼津市）にあるAの両親の自宅に隣接する山林に埋めたと供述し、警察がAの供述に基づいて遺体を発見、B-2の両親が遺体をB-2であると確認し、警察はAを殺人と死体遺棄の被疑者として逮捕した。
Aは11月22日、長女A-2を伴って長男A-1を迎えに同園を訪れた時に、偶然一人で遊んでいるB-2を目撃し、B-2がB-2の母Bや他の園児の母たちから目視されていない状況を利用して、B-2を同園に隣接する寺の境内の公衆トイレの個室内に連れ込んで身に着けていたマフラーで絞殺し、持参していた黒い大きなバッグにB-2の遺体を入れた。
B-2が行方不明になりB-2の母Bや他の園児の母たちと幼稚園職員がB-2を捜索している時に、Aが長男A-1と長女A-2を連れて帰宅する所にBと偶然遭遇し、BはAにB-2の行方を知っているか尋ねたが、AはBの質問に対してB-2のことは「知らない」としらばっくれた。その時Aは既にB-2を殺害し、大きなバッグの中にB-2の遺体を入れて帰宅する所だった。

## 加害者Aの経歴・性格・考え方
Aは、大井川町（現在の焼津市）で出生・生育した。Aは少女期に病気で入院した際受けた懇切丁寧な看護に感銘を受け、将来看護師として働くことを希望するようになる。その希望を全うし、高校、短期大学共に看護科に進学し、卒業後は看護師として就職した。就職して1か月後に病棟で担当していた患者が死亡したことに衝撃を受けて退職。1年8か月間、自宅で引きこもりの生活を続け、引きこもり中に睡眠薬を大量に服用する自殺未遂をしたり、過食と拒食により体重の著しい増減を繰り返していた。その後考え直して看護師として再就職した。再就職後も過食と拒食を繰り返し、精神の安定を求めて参加したボランティア活動・宗教活動で後に結婚する夫と出会った。
Aは夫と結婚後、東京都文京区に転居した。夫は近所の寺に勤める僧侶であった。
Aは幼児・児童・少女・成人の各時期とも、几帳面で責任感が強く「何々しなければならない」と思い込む強迫性障害、内向的、感受性が著しく敏感であるとされた。また感情の起伏が激しく、感情を表現や発散せず内面に蓄積するなど、感情の自己管理が苦手であった。対人コミュニケーションと対人関係の形成が苦手で友人・知人の関係が乏しかった。自分が他者からどのように評価されているかに著しく執着し、自分が他者から良い評価をされるように対人関係を演出した。客観的に多様な観点から考えることが苦手で主観的に特定の観点だけから考えて思い込む傾向にあった。
Aは高校進学時に自宅から通学に2時間かかる掛川市の高校に進学した。次に遠方の埼玉県浦和市（現在のさいたま市）の短期大学に進学、就職先も浜松市の病院に就職した。復職後は静岡市、結婚時に文京区と、常に知人のいない環境を求めて転々としている。独身時代のAは、自分を知る人が誰もいない世界へ転地して逃避する方法で、人間関係や自分が帰属する環境から受ける精神的な苦痛・嫌悪・重圧が自己の耐久限界を超え、精神的に暴発することを予防していた。

## 犯行の経緯・動機
Aは長男を出産後、彼の公園デビューで、後に自分が殺害するB-2の母で、自分の長男と同じ年齢の長男B-1がいる母Bと面識ができ、交友関係を持つようになった。AはBに親近感を持ち、東京に転居して以来親しい友人が独りも居なかったAにとってBは「自分の親友になってくれるかもしれない」と期待し願望していた。逆にBはAのことを「自分と同年齢の長男を持つ近所の友人」と認識していたが、A程の深い感情は持たなかった。しかし、少なくとも当時のAとBの関係は良好であり、特に問題はなかった。
1998年4月にAとBの長男が音羽幼稚園に入園した後、AのBに対する感情に変化が生じた。Aは内向的な性格で、他者とのコミュニケーションや人間関係の形成が苦手で、長男が幼稚園に入園後もB以外の園児の母たちとは親しくなれなかった。Bは開放的・社交的な性格で友人関係の形成が得意で、音羽幼稚園に子供を通園させている母たちとの友人関係が広がっていった。もともとAとBは相手に対する感情移入の質量が異なっていたところに、Bは幼稚園の母親友達との交友関係が増加し、相対的にBとAとの関係は希薄化していた。
AのBに対する親友になって欲しいという期待感、Bにとっては過剰に期待された感情移入に、Bが応えなかっただけでなく、Bの友人関係の広がりによるAとの関係の希薄化が原因で、AがBに対して持っていた親近感が嫌悪感に転化、増大していった。Aは、自分や自分の子どもに対するBの言動を全て悪意的な先入観で解釈し、Bの言動の一つ一つに耐えがたいほどの嫌悪を感じるようになった。
しかしAは幼稚園仲間であるBや他の母たちに対しても、円満な関係を形成し維持しなければならないという強迫的観念を持ち、また他者から良い評価を得るためにBや他の母たちとも良好な関係を持っているかのように表面的には偽装していた。内面にはBに対する嫌悪感に満ちているため、Aにとっては耐えがたい苦痛であった。
Aは感受性が著しく敏感で、感情の起伏が激しいため、自分と長男・長女に対するBの言動に日常的に嫌悪感を持っていたが、感情を表現・発散出来ずに内面に蓄積していた。その感情の自己管理が困難で、精神的に耐えられなくなった。Aは夫にBに対する嫌悪感を打ち明け、Bと顔を合わすことは精神的に耐えられずA-1の幼稚園を変更したいと夫と長男に相談した。しかし長男は「現在通っている幼稚園を続けたい」と主張し、夫も「長男が現在通っている幼稚園に馴染んでいるので変える必要は無い」と反対され、「Bに対して嫌悪感を持つなら、出来るだけBと関わらないようにすれば良い」と意見した。
Aは、Bに対する耐えがたい嫌悪感と、表面的に円満な関係を偽装する責任感と、今後も長男・長女の通学・通園のためにBと顔を合わせ言葉を交わす関係が続くという絶望感から、正常な思考能力を失い、この状況から脱却するためにBを殺害したいと飛躍した考えをするようになった。Aは夫に対して「Bを殺害するかもしれない」と告白するようになったが、夫は妻の常識外れの言動を悪質な冗談と認識して、Aに対して真摯に助言することも、Aの精神的な悩みの解決に協力することもなかった。
Aは裁判で自分と自分の長男A-1・長女A-2に対して行われたBの言動の具体例を提示した。しかしAにとって耐えがたい嫌悪と感じるBの言動とは、標準的な性格・感受性・考え方の者から見ると、いずれも日常の有り触れた会話や言動であり、特に嫌悪感や不快感を抱く程のものでも無く、Aに対する侮蔑・愚弄・いじめ・排斥と認識されるような言動でもなかった。検察官・弁護人・裁判官・傍聴者・取材記者は、Aの特異な性格・感受性・考え方によって、Bの言動を全て悪意的に解釈した、Aの主観的な思い込みによる被害妄想であると認識した。

## 裁判の経過・結果
裁判でAは、BではなくB-2を殺害した理由について尋問された時に、この状況から脱却したかった、B-2がBと同一の存在に思えたと供述している。検察官はAに対して、Bを殺すのではなく、Bにとってかけがえのない大事な存在であるB-2を殺害することで、Bに対して生きながら耐えがたい苦痛・悲嘆・絶望を与えようという、悪魔的な動機によりB-2を殺害したのではないかと尋問した。Aはそのような動機は考えたことは無いと否定している。裁判所もその点を否定している。
- 2001年（平成13年）12月5日、東京地裁（大谷直人裁判長）は起訴事実と犯行の動機のいずれも検察官の主張を全面的に認定。犯行の原因・責任は全てA個人の特異性にあると認定し、検察官の懲役18年の求刑に対して、被告人Aに懲役14年の判決をした。検察官は量刑が不当に軽いという理由で控訴した。
- 2002年（平成14年）11月26日、東京高裁は起訴事実と犯行の動機のいずれも検察官の主張を全面的に認定し、検察官の控訴を認め、地裁判決を破棄して被告人Aに懲役15年の判決をした。被告人・弁護人も検察官も上告せずこの判決が確定した。
- 同年12月4日、東京地裁はB-2の両親がB-2を殺害したAに対して約1億3700万円の損害賠償を求めた民事裁判で、Aに約6100万円の損害賠償の支払いを命じる判決をし、そのうち約1970万円は、両親の請求どおり毎月22日の月命日に約8万円ずつ分割で20年かけて支払うよう命じた。Aは同判決に基づく支払いを実行しておらず、B-2の両親がAが受刑中の刑務所に請求書を郵送しているが、A受刑者から返信が無い状態である。

## 事件が与えた影響
一部の出版社が、AはBのいじめ・排斥に追い詰められて殺人をした被害者であり、真の加害者はBであると報道したことに関して、Bは出版社に対し名誉毀損の損害賠償と謝罪広告を求める民事裁判を起こした。出版社はいずれも報道が事実でなかったことを認め、謝罪広告の掲載を承諾してBと和解した。